# Una ment meravellosa
Una ment meravellosa (títol original en anglès: A Beautiful Mind) és una pel·lícula estatunidenca de Ron Howard, adaptació de la novel·la homònima, estrenada el 2001 i guanyadora de quatre oscars. La pel·lícula es va doblar al català.

## Argument
El 1947 John Forbes Nash Jr. és un brillant alumne, que elabora la seva teoria econòmica a la Universitat de Princeton. Al començament dels anys 1950, en resposta als seus treballs i el seu ensenyament al Massachusetts Institute of Technology, William Parcher es presenta a ell per proposar-li ajudar secretament els Estats Units. La missió de John consisteix a desxifrar a la premsa els missatges secrets d'espies russos, que consideren preparar un atemptat nuclear en el territori americà. Aquest hi consagra ràpidament tot el seu temps, en detriment de la seva vida de parella amb Alícia.

## Repartiment

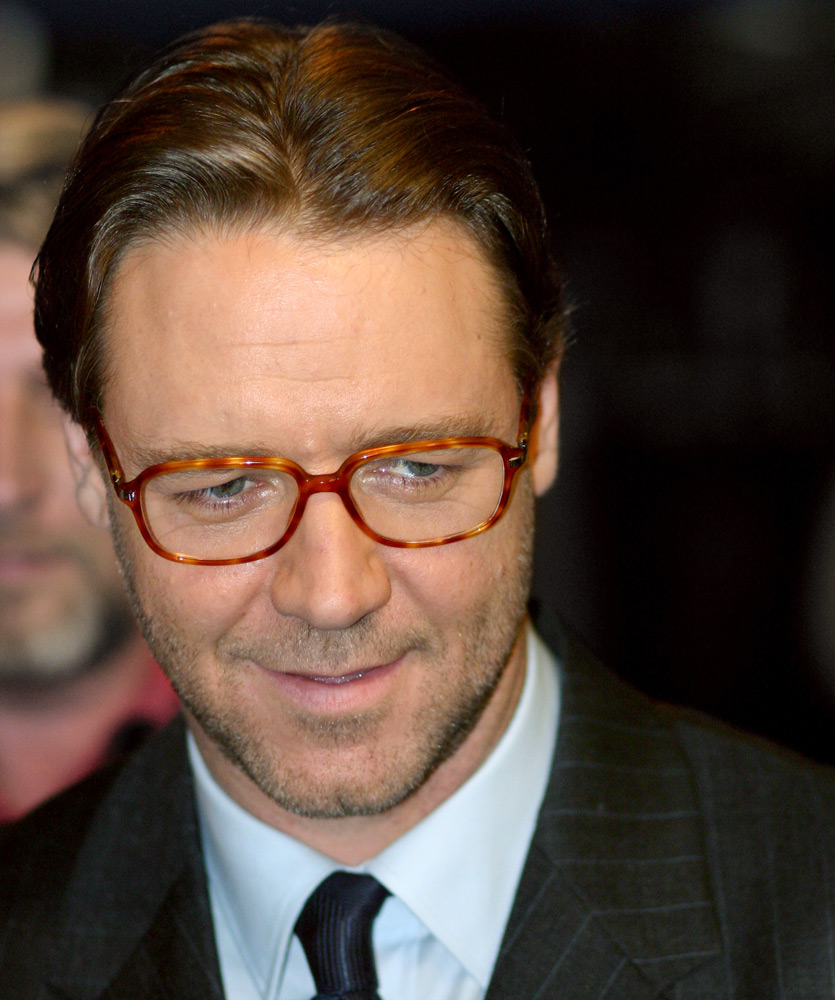
Russell Crowe, protagonista de la pel·lícula

- Russell Crowe: John Forbes Nash Jr.
- Ed Harris: William Parcher
- Jennifer Connelly: Alicia Nash
- Paul Bettany: Charles
- Adam Goldberg: Sol
- Judd Hirsch: Helinger
- Josh Lucas: Hansen
- Christopher Plummer: Dr. Rosen

## Premis i nominacions

### Premis
- 2002: Oscar a la millor pel·lícula
- 2002: Oscar al millor director per Ron Howard
- 2002: Oscar a la millor actriu secundària per Jennifer Connelly
- 2002: Oscar al millor guió adaptat per Akiva Goldsman
- 2002: Globus d'Or a la millor pel·lícula dramàtica
- 2002: Globus d'Or al millor actor dramàtic per Russell Crowe
- 2002: Globus d'Or a la millor actriu secundària per Jennifer Connelly
- 2002: Globus d'Or al millor guió per Akiva Goldsman
- 2002: BAFTA al millor actor per Russell Crowe
- 2002: BAFTA a la millor actriu secundària per Jennifer Connelly

### Nominacions
- 2002: Oscar al millor actor per Russell Crowe
- 2002: Oscar a la millor banda sonora per James Horner
- 2002: Oscar al millor muntatge per Mike Hill i Daniel P. Hanley
- 2002: Oscar al millor maquillatge per Greg Cannom i Colleen Callaghan
- 2002: Globus d'Or al millor director per Ron Howard
- 2002: Globus d'Or a la millor banda sonora original per James Horner
- 2002: BAFTA a la millor pel·lícula
- 2002: BAFTA al millor director per Ron Howard
- 2002: BAFTA al millor guió adaptat per Akiva Goldsman
- 2003: Grammy al millor àlbum de banda sonora per pel·lícula, televisió o altre mitjà visual per James Horner